# Cherusker
Die Cherusker ([çeˈʁʊskɐ] oder [keˈʁʊskɐ], lateinisch Cherusci, altgriechisch Χηροῦσκοι Cherouskoi oder Χαιρουσκοί Chairouskoi) waren ein Stammesverband im antiken Germanien, der im Gebiet beidseitig des oberen Flussgebietes der Weser im heutigen Ostwestfalen-Lippe und in Niedersachsen bis zur Elbe lebte. Über seine Geschichte sind nur wenige Informationen überliefert.

## Name
Spätestens im 16. Jahrhundert wurde darüber spekuliert, bis hin zu gewagten Mutmaßungen, Cherusker sei mit „Härzer“ (von Harz) zu übersetzen. Dies glaubte bereits Martin Luther, der in seinen Tischgesprächen von Arminius meinte, er sei „ein Hartzer oder Hartzlender nomine Hermannus“ gewesen.
In der Forschung des 19. und 20. Jahrhunderts gab es mehrere Theorien zur Herkunft des Wortes. Jacob Grimm sah eine Verbindung zum gotischen Wort hairus bzw. dem altenglischen heoru für Schwert. Auch das altnordische horskr für „die Klugen“ bildet eine mögliche Verbindung. Andere, wie Rudolf Much, Edward Schröder und Otto Höfler, leiteten das Wort eher totemistisch vom gemeingermanischen herut (Hirsch) ab und begründeten dies mit der großen Rolle, die der Hirsch in der germanischen Symbolik spielte. Diese Einschätzung gilt heute als die wahrscheinlichste und die Volksbezeichnung als germanisch. Demzufolge führt der ehemalige Landkreis Alfeld (Leine) einen Hirschen im Wappen. Hans Kuhn wies alternativ darauf hin, dass das Suffix sk nicht germanisch sei, beziehungsweise als solches unüblich. Er sieht ein Kompositum vorliegen, das weder rein römisch noch germanisch und daher an indoeuropäisches Sprachgut aus dem Nordwestblock anzubinden sei.

## Siedlungsgebiet

Karte der germanischen Stämme um 50 n. Chr.

Erstmalige Erwähnung fand das Volk der Cherusker in der Schrift De bello Gallico des römischen Feldherrn Gaius Iulius Caesar. Er berichtete, dass die Cherusker und Sueben durch den großen Wald bacenis silva voneinander getrennt seien. Es liegen nur wenige andere Hinweise auf ihr geographisches Siedlungsgebiet vor. Strabon erwähnte sie nur als eines der kleineren germanischen Völker, während Plinius der Ältere sie neben den Sueben, Chatten und Hermunduren zu den Herminonen zählte. Tacitus betrachtete sie als Nachbarn der Chatten und Chauken. Die genauesten Angaben hinterließ Claudius Ptolemäus, der schrieb, dass die Cherusker südlich der an der Elbe lebenden Kalukonen wohnten und sich ihr Gebiet bis zum Harz erstreckte. Man geht deshalb davon aus, dass sich das Siedlungsgebiet der Cherusker zwischen Weser, Elbe und Harz befand. Allerdings weisen andere Berichte darauf hin, dass sich dieses Gebiet auch westlich der Weser erstreckte. Im Norden trennte der Angrivarierwall die Cherusker von den Angrivariern.

## Geschichte
In den Jahren zwischen 12 v. Chr. und 16 n. Chr. führten die Römer unter Drusus, Tiberius, Varus und Germanicus Kriege gegen die Cherusker (Augusteische Germanenkriege). Im Jahr 11 v. Chr. drang Drusus im Rahmen der Drusus-Feldzüge (12–8 v. Chr.) bis zu den Cheruskern vor, was diese jedoch nicht davon abhielt, im Verbund mit andern Stämmen das römische Heer auf dem Rückmarsch bei Arbalo zu stellen und beinahe vernichtend zu schlagen. Im Jahr 9 v. Chr. fand ein erneuter Feldzug des Drusus statt. Möglicherweise wurden die Cherusker dabei bis zur Elbe verfolgt; ein Elbeübergang des Stammes fand jedoch nicht statt. Der tödliche Unfall des Drusus im Jahr 9 v. Chr. trug sich vermutlich auf cheruskischem Gebiet zu. Im Folgejahr erreichte Tiberius die Unterwerfung der Cherusker vermutlich auf diplomatischem Wege (cheruskische Gesandtschaft nach Gallien zu Augustus).
Zwischen 7 v. Chr. und 1 n. Chr. galten die Cherusker als Freunde Roms. Allerdings scheinen um die Zeitenwende Spannungen aufgetreten zu sein, die sich 1 n. Chr. in einem allgemeinen Aufstand germanischer Stämme, dem immensum bellum (1–5 n. Chr.), entluden. 4 n. Chr. konnte Tiberius die Cherusker wieder in das römische Herrschaftssystem integrieren. In der Folge galten die Cherusker als Bundesgenossen (socii, foederati). Zunehmende Eingriffe in die internen Angelegenheiten der Cherusker, wohl auch Verstöße der Römer gegen vertragliche Abmachungen, verstärkten den antirömischen Widerstand.
Den Höhepunkt dieser Auseinandersetzungen bildete die Varusschlacht (9 n. Chr.), in deren Verlauf drei römische Legionen aufgerieben wurden. In diesen Kämpfen standen die Cherusker unter ihrem Anführer Arminius an der Spitze eines Stämmebundes aus Brukterern und Marsern, vielleicht auch Chatten und Angrivariern. Die Teilnahme weiterer Stämme wie der Usipeter, Chattuarier, Tubanten, Mattiaker oder Landern zumindest an den Kämpfen im Anschluss an die Schlacht ist möglich, aber nicht erwiesen. In den Jahren darauf folgte der am Ende erfolgreiche Widerstand der Arminius-Koalition gegen die Versuche des Tiberius und insbesondere des Germanicus (ab 13 n. Chr.), die Stämme erneut zu unterwerfen. Nach schweren Kämpfen und hohen römischen Verlusten in den Germanicus-Feldzügen (14 bis 16 n. Chr.) untersagte Tiberius die weitere Kriegführung in Germanien. Für Tacitus war der Cheruskerfürst Arminius „ohne Zweifel der Befreier Germaniens“.
Im Jahre 17 n. Chr. besiegte das um Semnonen und Langobarden erweiterte Bündnis auch das Heer des markomannischen Königs Marbod.
Den inneren Fehden nach dem Tod des Arminius (21 n. Chr.) fiel fast die gesamte Fürstenschicht der Cherusker zum Opfer, so dass sie im Jahr 47 n. Chr. in Rom darum baten, Italicus, den letzten aus dem Geschlecht des Arminius, zum König ernennen zu dürfen. Doch auch dessen Erfolg bei der Befriedung des Stammes war begrenzt. Einer seiner Nachfolger, König Chariomerus, wurde um das Jahr 88 n. Chr. von den Chatten vertrieben und rief Kaiser Domitian vergeblich um Hilfe an.
Tacitus berichtet, dass die Chatten die Cherusker unterwarfen. Danach sind sie nicht mehr zu greifen. Später vertritt der Name als Reminiszenz an einen einst bedrohlichen Barbarenstamm zeitgenössische Namen in der Poesie.
Die ältere Forschung hielt das für Belege eines Fortbestehens der Ethnie. Erst im 4. Jahrhundert sollte ihr Stamm demnach im Volk der Sachsen aufgegangen sein. Eine weitere Existenz der Cherusker wird auch an Merkmalen der Mundart und an Ortsnamen festgemacht. Doch gilt dies als nicht überzeugend. Der Ortsname Harxbüttel zum Beispiel leitet sich nicht von dem Namen „Cherusker“ ab, sondern über die bezeugte Form Herikesgibutle vom Personennamen Herike.
Es wird davon ausgegangen, dass sich die überlebenden Cherusker anderen Ethnien, in deren politische Gemeinwesen sie sich integrieren mussten, assimiliert haben.